# Calau-de-faces-cinzentas
O calau-de-faces-cinzentas, ou calau-de-casquete-preto-e-branco (Bycanistes subcylindricus) é uma espécie de calau da família Bucerotidae.
Distribui-se pelas regiões tropicais de África, desde a Guiné até ao Quénia e Angola.

## Subespécies
São reconhecidas duas subespécies:
- B. s. subcylindricus - Serra Leoa, Libéria, Costa do Marfim e oeste da Nigéria.
- B. s. subquadratus - leste da Nigéria, Camarões, República Centro Africana, Sudão do Sul, República Democrática do Congo, Uganda, sudoeste do Quénia e noroeste da Tanzânia; também ocorre no nordeste de Angola.